# 尾谷おさむ
尾谷おさむ（おたに おさむ、6月23日 - ）は、日本のイラストレーター。兵庫県出身。

## 略歴
ライトノベル、児童書、絵本、ゲームのイラストなど幅広く手掛ける。
「このライトノベルがすごい!2008」のイラストレーター部門で第13位を獲得。
おやじ名義で『ルーンファクトリー3』『ルーンファクトリー4』『ルーンファクトリー5』『禁忌のマグナ』『ワースライフ』『リアセカイ』等、主に株式会社マーベラスのゲーム作品のキャラクター原案を多数担当している。

## 作品リスト

### 小説の挿絵
- 『七姫物語』シリーズ（高野和著、電撃文庫）
- 『お隣の魔法使い』シリーズ（篠崎砂美著、GA文庫）
- 『摩訶不思議ネコ・ムスビ』シリーズ（池田美代子著、青い鳥文庫）
- 『那由多の軌跡』ノベライズ（土屋つかさ著、日本ファルコム原案、星海社）
- 『世界が終わる場所へ君をつれていく』（葛西伸哉著、MF文庫J）
- 『ジョイン!』（祭紀りゅーじ著、電撃文庫）
- 『海をみあげて』（日比生典成著、電撃文庫）
- 『木もれ日のメロディー 初恋』（斉藤栄美著、角川つばさ文庫）
- 『ラブ・ステップ 恋してトモダチ』（斉藤栄美著、角川つばさ文庫）
- 『めたもる。』（日比生典成著、メディアワークス文庫）
- 『アナザー・ビート 戦場の音語り』（佐原菜月著、電撃文庫）
- 『魔女モティ』シリーズ（柏葉幸子著、青い鳥文庫）
- 『海色のANGEL』シリーズ（池田美代子著、手塚治虫原案、青い鳥文庫）
- 『名犬ラッシー』（ 岩貞るみこ翻訳、エリック・ナイト原作、青い鳥文庫）

### 絵本
- 『アラジンと魔法のランプ』（「ワクワク☆かっこいい 男の子のおはなし冒険島」掲載）
- 『マッチ売りの少女』（「キラキラ☆ラブリー 女の子のおはなし宝石箱」掲載）

### ゲーム
- オンラインゲーム『桃色大戦ぱいろん』
- DS用ゲーム『ルーンファクトリー3』（キャラクターデザイン原案）
- 携帯用ゲーム『グランカードの召喚士』
- 3DS用ゲーム『ルーンファクトリー4』（キャラクターデザイン原案）
- スマートフォン用ゲームアプリ『サムライソウル』
- 3DS用ゲーム『禁忌のマグナ』（キャラクターデザイン原案）
- Nintendo Switch用ゲーム『ルーンファクトリー5』（キャラクターデザイン原案）
- Nintendo Switch用ゲーム『ワースライフ』（グラフィックスタッフ）
- Nintendo Switch用ゲーム『リアセカイ』（キャラクターデザイン原案）